# Tem bưu chính Liên Xô (1923)

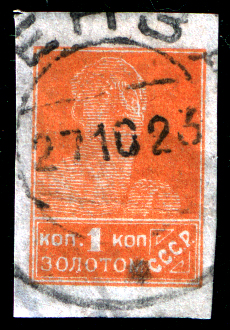
Tem Liên Xô với dấu hủy ngày 27 tháng 10 năm 1923

Tem bưu chính Liên Xô năm 1923 là những con tem nằm trong danh mục tem bưu chính do Tổng cục xuất bản và phân phối tem bưu chính (ДИЭЗПО - DIEZPO) và Ủy ban Bưu chính và Điện báo Nhân dân Liên Xô phát hành năm 1923.
Từ ngày 19 tháng 8 đến ngày 1 tháng 12 năm 1923, Liên Xô phát hành 20 con tem bưu chính, gồm 8 tem kỷ niệm và 12 tem phổ thông (1923–1927) có giá mặt tương ứng với đồng rúp vàng.
Thứ tự tem trong bảng tương ứng với mã số tem theo Danh mục tem bưu chính Liên Xô (ЦФА - ZFA), tham khảo với Danh mục Michel và Scott.

## Tem kỷ niệm đầu tiên
Bộ bốn tem bưu chính Liên Xô đầu tiên được phát hành nhân dịp Triển lãm nông nghiệp và thủ công mỹ nghệ toàn Nga lần thứ nhất tại Moskva. Tem được in thạch bản trên giấy trắng trơn, gồm tem không răng và có răng. Dấu hủy đầu tiên trên tem cho thấy bộ tem chỉ được bán ở những bưu cục đặc biệt trong vòng một tháng, vì đến ngày 15 tháng 9, Liên Xô áp dụng cước phí bưu chính mới nên không bán ra nữa. Ủy ban Triển lãm Chính đứng ra tổ chức với sự chấp thuận của Tổ chức Ủy ban chơi Tem và Trái phiếu (ОУФБ - OUFB) (bộ phận đặc biệt thuộc Ủy ban Xúc tiến Nông nghiệp toàn Nga nằm trong Ủy ban Chấp hành Trung ương toàn Nga) và Ủy ban Bưu chính và Điện báo Nhân dân Liên Xô. Ngoài ra còn có tem dị bản trên giấy màu kem xám. Đây là bộ tem bưu chính đầu tiên của Liên Xô, phát hành theo đơn đặt hàng của chính phủ. Họa sĩ vẽ tem là Georgy Pavlovich Pashkov.
| Mã số danh mục           | Hình ảnh | Mô tả                                                                                              | Giá mặt (rúp) | Ngày phát hành           | Số lượng | T.k                |
| ------------------------ | -------- | -------------------------------------------------------------------------------------------------- | ------------- | ------------------------ | -------- | ------------------ |
| CPA #91 Mi #224 Sc #242  |          | Thu hoạch Tem không răng màu nâu sậm trên nền nâu nhạt                                             | 1,00          | ngày 19 tháng 8 năm 1923 | 500.000  | [ 1 ] [ 3 ] [ 12 ] |
| CPA #92 Mi #225 Sc #243  |          | Gieo hạt Tem không răng màu lục sậm trên nền lục nhạt                                              | 2,00          | ngày 19 tháng 8 năm 1923 | 500.000  | [ 1 ] [ 3 ] [ 12 ] |
| CPA #93 Mi #226 Sc #244  |          | Máy kéo Tem không răng màu lam sậm trên nền lam nhạt                                               | 5,00          | ngày 19 tháng 8 năm 1923 | 500.000  | [ 1 ] [ 3 ] [ 12 ] |
| CPA #94 Mi #227 Sc #245  |          | Khung cảnh triển lãm Tem không răng màu đỏ tươi trên nền hồng                                      | 7,00          | ngày 19 tháng 8 năm 1923 | 500.000  | [ 1 ] [ 3 ] [ 12 ] |
| CPA #95 Mi #224A Sc #246 |          | Thu hoạch Tem màu nâu sậm trên nền nâu nhạt, gồm 2 loại CPA#95 răng 12½ và CPA#95A răng 13½        | 1,00          | ngày 19 tháng 8 năm 1923 | 100.000  | [ 1 ] [ 3 ] [ 12 ] |
| CPA #96 Mi #225A Sc #247 |          | Gieo hạt Tem màu lục sậm trên nền lục nhạt, gồm 2 loại CPA#96 răng 12½ và CPA#96A răng 13½         | 2,00          | ngày 19 tháng 8 năm 1923 | 200.000  | [ 1 ] [ 3 ] [ 12 ] |
| CPA #97 Mi #226A Sc #248 |          | Máy kéo Tem màu lam sậm trên nền lam nhạt, gồm 2 loại CPA#97 răng 12½ và CPA#97A răng 13½          | 5,00          | ngày 19 tháng 8 năm 1923 | 200.000  | [ 1 ] [ 3 ] [ 12 ] |
| CPA #98 Mi #227A Sc #249 |          | Khung cảnh triển lãm Tem màu đỏ tươi trên nền hồng, gồm 2 loại CPA#98 răng 12½ và CPA#98A răng 13½ | 7,00          | ngày 19 tháng 8 năm 1923 | 150.000  | [ 1 ] [ 3 ] [ 12 ] |

## Tem phổ thông đầu tiên

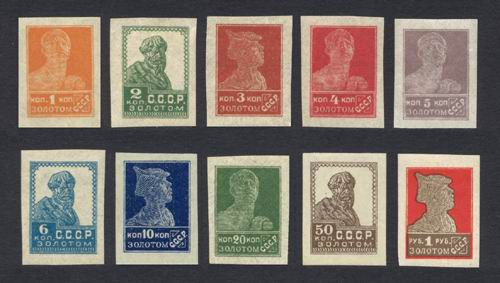
Bộ tem phổ thông Vàng 1923

Ngày 11 tháng 10 năm 1923 phát hành năm con tem phổ thông đầu tiên có giá mặt 0,01; 0,03; 0,04; 0,06 và 0,1 rúp. Tem không răng được in thạch bản trên giấy trắng trơn không có hình chìm. Hình ảnh trên tem lấy nguyên mẫu trên chính bộ tem thứ tư Nga Xô Viết trong năm 1922-1923 do Ivan Dmitriyevich Ivanov thiết kế. Nhưng đặc điểm khác biệt chính là giá mặt do ủy ban báo giá Sở giao dịch hàng hóa Moskva quy định phù hợp với tỷ giá hối đoái của đồng rúp vàng. Trên tem có dòng chữ золотом (zolotom) nghĩa là vàng nên giới chơi tem gọi là "Bộ tem phổ thông Vàng". Cùng với cải cách tiền giấy năm 1923, cước phí bưu chính phổ thông Liên Xô cũng thay đổi tương ứng hàng ngày.
Tháng 12 năm 1923 phát hành các con tem phổ thông đầu tiên không răng theo kiểu in typô, được các chuyên gia đánh giá là khó nhận biết nhất trong Bộ tem phổ thông Vàng. Các nhà chơi tem cho biết nhiều lần những con tem in typô này được đưa ra lưu hành trong suốt ba năm từ 1923 đến 1925, nên vẫn chưa xác định được chính xác ngày lưu hành tem với giá mặt khác nhau.
| Mã số danh mục              | Hình ảnh | Mô tả | Giá mặt (rúp) | Ngày phát hành            | Số lượng | T.k                       |
| --------------------------- | -------- | --- | ------------- | ------------------------- | -------- | ------------------------- |
| CPA #99 Mi #228 I Sc #250   |          | Công nhân Tem không răng màu cam in thạch bản trên giấy trắng không hình chìm. Tờ tem gồm 100 tem (10×10), được cắt làm 4 khối tem 5×5.          | 0,01          | ngày 11 tháng 10 năm 1923 | nhiều    | [ 2 ] [ 6 ] [ 12 ] [ 13 ] |
| CPA #100 Mi #229 I Sc #251  |          | Nông dân Tem không răng màu lục in thạch bản trên giấy trắng không hình chìm. Tờ tem gồm 100 tem (10×10), được cắt làm 4 khối tem 5×5.           | 0,02          | ngày 15 tháng 11 năm 1923 | nhiều    | [ 2 ] [ 6 ] [ 12 ] [ 13 ] |
| CPA #101 Mi #230 I Sc #252  |          | Lính Hồng quân Tem không răng màu đỏ gạch in thạch bản trên giấy trắng không hình chìm. Tờ tem gồm 100 tem (10×10), được cắt làm 4 khối tem 5×5. | 0,03          | ngày 11 tháng 10 năm 1923 | nhiều    | [ 2 ] [ 6 ] [ 12 ] [ 13 ] |
| CPA #102 Mi #231 I Sc #253  |          | Công nhân Tem không răng màu đỏ tươi in thạch bản trên giấy trắng không hình chìm. Tờ tem gồm 100 tem (10×10), được cắt làm 4 khối tem 5×5.      | 0,04          | ngày 11 tháng 10 năm 1923 | nhiều    | [ 2 ] [ 6 ] [ 12 ] [ 13 ] |
| CPA #103 Mi #232 I Sc #254  |          | Công nhân Tem không răng màu tím hoa cà in thạch bản trên giấy trắng không hình chìm. Tờ tem gồm 100 tem (10×10), được cắt làm 4 khối tem 5×5.   | 0,05          | ngày 15 tháng 11 năm 1923 | nhiều    | [ 2 ] [ 6 ] [ 12 ] [ 13 ] |
| CPA #104 Mi #233 I Sc #255  |          | Nông dân Tem không răng màu lam in thạch bản trên giấy trắng không hình chìm. Tờ tem gồm 100 tem (10×10), được cắt làm 4 khối tem 5×5.           | 0,06          | ngày 11 tháng 10 năm 1923 | nhiều    | [ 2 ] [ 6 ] [ 12 ] [ 13 ] |
| CPA #105 Mi #234 I Sc #256  |          | Lính Hồng quân Tem không răng màu lam sẫm in thạch bản trên giấy trắng không hình chìm. Tờ tem gồm 100 tem (10×10), được cắt làm 4 khối tem 5×5. | 0,10          | ngày 11 tháng 10 năm 1923 | nhiều    | [ 2 ] [ 6 ] [ 12 ] [ 13 ] |
| CPA #106 Mi #235 I Sc #257  |          | Công nhân Tem không răng màu lục in thạch bản trên giấy trắng không hình chìm. Tờ tem gồm 100 tem (10×10), được cắt làm 4 khối tem 5×5.          | 0,20          | ngày 10 tháng 12 năm 1923 | nhiều    | [ 2 ] [ 6 ] [ 12 ] [ 13 ] |
| CPA #107 Mi #236 I Sc #258  |          | Nông dân Tem không răng màu nâu in thạch bản trên giấy trắng không hình chìm. Tờ tem gồm 100 tem (10×10), được cắt làm 4 khối tem 5×5.           | 0,50          | ngày 14 tháng 11 năm 1923 | nhiều    | [ 2 ] [ 6 ] [ 12 ] [ 13 ] |
| CPA #110 Mi #230 II Sc #273 |          | Lính Hồng quân Tem không răng màu đỏ gạch in typô trên giấy trắng không hình chìm. Tờ tem gồm 100 tem (10×10), được cắt làm 4 khối tem 5×5.      | 0,03          | tháng 12 năm 1923         | nhiều    | [ 2 ] [ 6 ] [ 12 ] [ 13 ] |
| CPA #111 Mi #231 II Sc #274 |          | Công nhân Tem không răng màu đỏ tươi in typô trên giấy trắng không hình chìm. Tờ tem gồm 100 tem (10×10), được cắt làm 4 khối tem 5×5.           | 0,04          | tháng 12 năm 1923         | nhiều    | [ 2 ] [ 6 ] [ 12 ] [ 13 ] |
| CPA #116 Mi #234 II Sc #275 |          | Lính Hồng quân Tem không răng màu lam sẫm in typô trên giấy trắng không hình chìm. Tờ tem gồm 100 tem (10×10), được cắt làm 4 khối tem 5×5.      | 0,10          | tháng 12 năm 1923         | nhiều    | [ 2 ] [ 6 ] [ 12 ] [ 13 ] |

## Tem hàng không đầu tiên

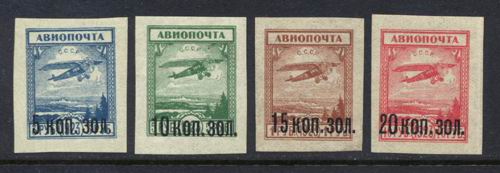
Bộ tem hàng không 1923 in đè giá mặt

Ngoài ra, ngày 1 tháng 8 năm 1923, Liên Xô phát hành bộ 4 tem hàng không đầu tiên, mỗi tờ tem có kích thước 21 × 25,5 mm gồm 5x5 tem. Tuy nhiên, các chuyến bay bưu chính ngừng trong mùa thu và chỉ hoạt động lại vào mùa xuân, nên tem hàng không không được sử dụng trong giai đoạn này. Mùa xuân năm 1924, tỷ giá hối đoái biến động kéo theo cước phí bưu chính cũng thay đổi, nên toàn bộ tem hàng không 1923 được in đè giá bằng mực đen tương ứng 5; 10; 15; 20 kopeck vàng. Tem chỉ dùng để gửi thư hàng không và không có dấu hủy thực gửi cho đến tháng 5 năm 1924. Tem do họa sĩ Latvia Rihards Zariņš thiết kế.
| Mã số danh mục             | Hình ảnh | Mô tả                                           | Giá mặt (rúp) | Ngày phát hành          | Số lượng | T.k                  |
| -------------------------- | -------- | ----------------------------------------------- | ------------- | ----------------------- | -------- | -------------------- |
| CPA #203A Mi #XVI Sc #C3   |          | Máy bay Fokker F.III Tem không răng màu lam     | 3,00          | ngày 1 tháng 8 năm 1923 | 50.000   | [ 14 ] [ 17 ] [ 18 ] |
| CPA #204A Mi #XVII Sc #C4  |          | Máy bay Fokker F.III Tem không răng màu lục     | 5,00          | ngày 1 tháng 8 năm 1923 | 50.000   | [ 14 ] [ 17 ] [ 18 ] |
| CPA #205A Mi #XV Sc #C2    |          | Máy bay Fokker F.III Tem không răng màu nâu đỏ  | 1,00          | ngày 1 tháng 8 năm 1923 | 50.000   | [ 14 ] [ 17 ] [ 18 ] |
| CPA #206A Mi #XVIII Sc #C5 |          | Máy bay Fokker F.III Tem không răng màu đỏ tươi | 10,00         | ngày 1 tháng 8 năm 1923 | 50.000   | [ 14 ] [ 17 ] [ 18 ] |